# Población de San Nicolás
La Población de San Nicolás (en euskera San Nikolas Hiria) es uno de los tres barrios que integran el Casco Histórico de Pamplona. Se originó en el último tercio del siglo XII, que se asentaron en un llano situado al oeste de la Navarrería, y al sur del Burgo de San Cernin, que ya en 1129 había del rey Alfonso I el fuero de Jaca. Surge en terrenos del obispo de Pamplona, y quizá como respuesta al carácter excluyente del Burgo que, poblado mayoritariamente por francos, no permitía que se asentaran en él villanos, nobles o clérigos. Los enfrentamientos entre la Población de San Nicolás, el Burgo de San Cernin y la Navarrería fueron frecuentes hasta la unificación en una sola ciudad, Pamplona, por el Privilegio de la Unión, otorgado por el rey Carlos III en 1423. 

## Historia
La Población de San Nicolás nace como resultado del movimiento repoblador de Pamplona iniciado en el siglo XII, que pasa a ocupar una zona llana situada al oeste de la Navarrería, la población que se apiñaba a los pies de la catedral de Pamplona y se hallaba separada de este por un par de barrancos que vierten su agua al río Arga. Existe constancia documental del Burgo de San Cernin, situado en esta zona y al que en 1129 Alfonso I, rey de Aragón y Pamplona, concede el fuero de Jaca. Precisamente al sur de este burgo se asienta la llamada Población de San Nicolás y aunque no se conoce la fecha precisa en que se inició este asentamiento fue con seguridad antes de 1177, según consta en la asignación de rentas al cabildo por parte del obispo. Se ha argumentado que este nuevo asentamiento pudo producirse como una reacción episcopal al burgo de San Cernin, de origen real; desde luego el nuevo burgo de San Nicolás, como se le denomina en algunos documentos de la época, está ubicado en terrenos propiedad del obispado.

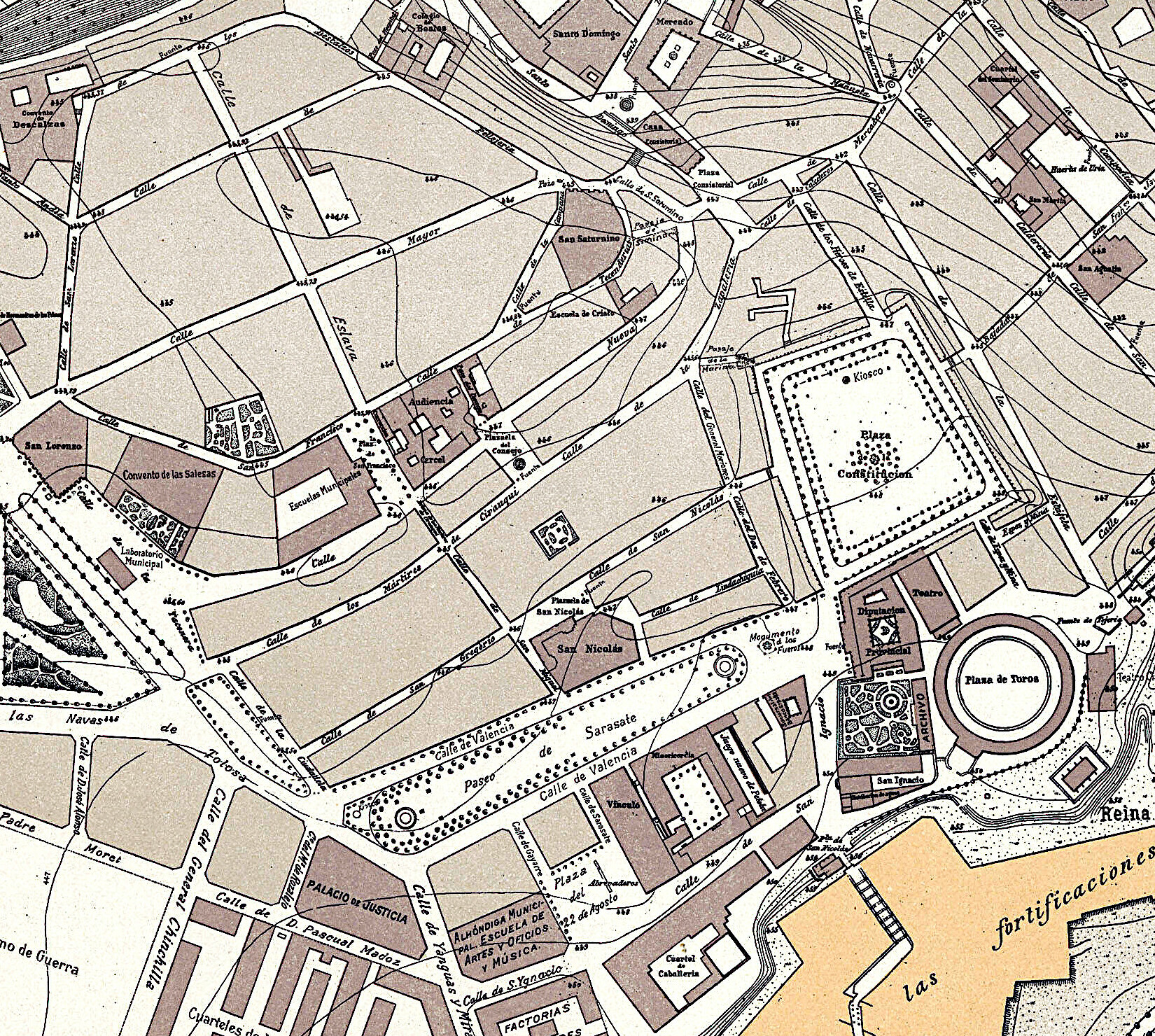
Detalle del Plano de Pamplona de 1882, elaborado por Dionisio Casañal y Zapatero donde se muestra la ubicación del nuevo "Palacio de Justicia" así como la antigua "Audiencia"

 

Sea cual sea el motivo por el que se producen dos asentamientos distintos, el hecho es que los desencuentros -y luchas- entre los pobladores del Burgo de San Cernin con los de San Nicolás y de ambos con los de la Navarrería, conforman la historia de Pamplona, pues hasta la unión de los tres burgos en 1423 los conflictos entre ellos fueron frecuentes, habitualmente por dos cuestiones disputadas: la tierra de nadie entre la Navarrería y el Burgo, donada a la ciudad por Sancho el Sabio en 1189; y la disposición de Alfonso I que prohibía la construcción de fortaleza contra el Burgo, aunque es posible que esa disposición fuese una interpolación en el documento original. Esta prohibición de construir fortalezas enfrente del Burgo incidía especialmente sobre la Población de San Nicolás, separada del Burgo de San Cernin por una estrecha banda de terreno sobre la que ya en la Edad Moderna se dispuso la llamada calle Nueva de Almazán, por el título del Virrey de Navarra que acordó en 1585 cerrar el foso y abrir esta calle.

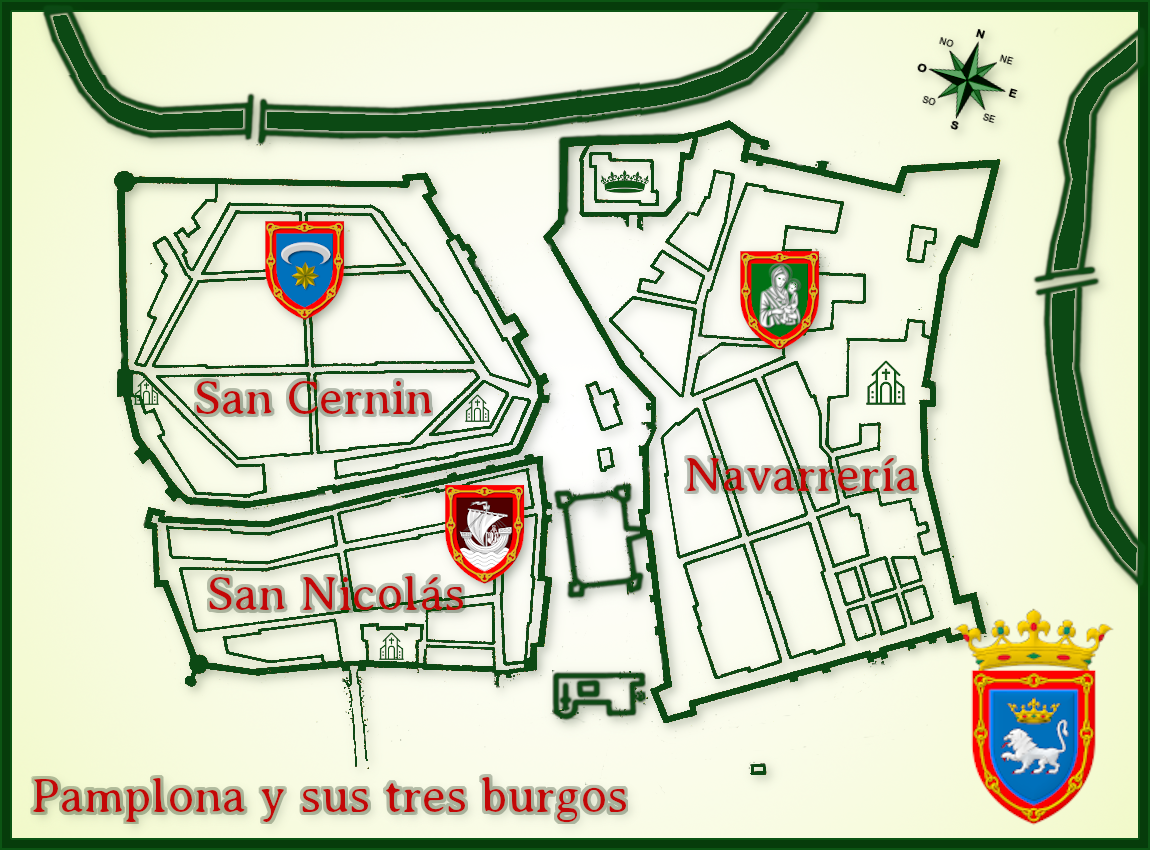
Los tres burgos unidos por el Privilegio de la Unión

Estos enfrentamientos pasaban con frecuencia de las palabras a los actos violentos, con incendios y muertes. En 1213, Sancho el Fuerte, junto con el obispo Asparago, quiso poner fin a estos excesos, formulando unas capitulaciones con consecuencia penales; pero las discordias continuaron y los intentos de conciliación fueron repetidos en 1222 por Sancho el Fuerte y el obispo Remiro, que mediante una concordia determinan las condiciones que han de respetar las construcciones que se realicen en San Nicolás enfrente del Burgo.
La consecuencia más grave del enfrentamiento entre los burgos se produjo en 1276, dando lugar a la conocida como guerra de la Navarrería, aunque en esta ocasión el detonante lo proporcionó la rebeldía de la Navarrería, alentada por el obispo y algunos nobles, contra la reina Juana con la que se instauraba a la dinastía capeta en el trono de Navarra. El Burgo de San Cernín y la Población de San Nicolás se unieron contra ellos y apoyados por un ejército francés llamado por el gobernador, tomaron la Navarrería y la arrasaron; que permaneció despoblada hasta 1324, cuando Carlos el Calvo permitió su repoblación.

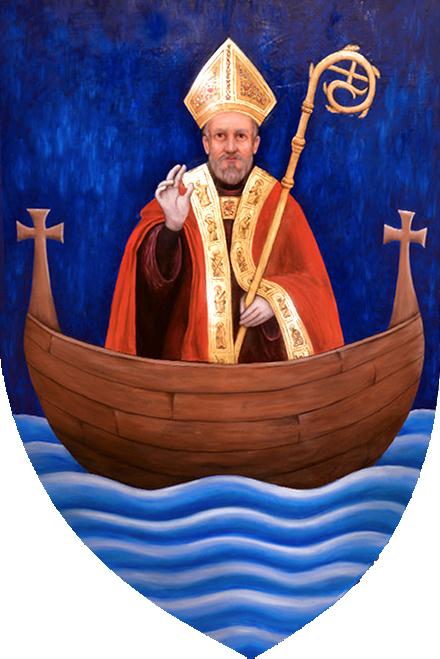
Escudo de la Población de San Nicolás

Aunque tras la destrucción de la Navarrería se produjo una unión de San Cernin y San Nicolás, pero las disputas se mantuvieron y hubo que esperar hasta 1423 para lograr una pacificación definitiva de los burgos, gracias a la labor de acercamiento realizado por Carlos el Noble, y reflejada en el Privilegio de la Unión, por la que se constituía un único Ayuntamiento, suprimiendo los anteriores fueros y disponiendo que se construiría, como sede del gobierno de la ciudad, una "casa de la jurería", en los terrenos vacantes entre el Burgo y la Navarrería; se acordaba derribar las murallas de los distintos burgos, y se le concedía un único blasón.
La Población de San Nicolás mantuvo siempre una posición secundaria respecto al Burgo de San Cernin, reflejó también en su menor dimensión y población, tal como testimonia el libro de fuegos de 1366, que contabiliza 452 fuegos en el burgo de San Cernin, 350 en la Población de San Nicolás y 166 en la Navarrería.

## Urbanismo
La Población de San Nicolás queda situada en la parte suroeste del Casco Histórico, delimitado actualmente al norte por la calle Nueva, al sur por el Paseo de Saraste, al este por la Plaza del Castillo, y al oeste por la calle Ciudadela y Taconera. Se asienta sobre un retícula que recuerda las bastidas francesas, ocupando una superficie cuadrangular alargada de este a oeste y recorrida en esa dirección por dos calles sensiblemente paralelas: la calle Mayor (actual San Antón-Zapatería) al norte y San Gregorio- San Nicolás, al sur. Ambas son atravesadas por una belena (actual calle San Miguel) que dividía la población en dos barrios con su propio gobierno y costumbres, del que dan testimonio el distinto nombre que reciben esas dos calles al este y al oeste de la belena. Otras calle situada al este del asentamiento une las dos calles longitudinales, y de ella sale otra pequeña calle -Lindachiquia- que llega hasta el ábside de la iglesia de San Nicolás. 
Pocos cambios ha sufrido la Población desde su primer trazado; si bien cuando en 1585 el virrey, marqués de Almazán, acordó cegar el foso que separaba la Población del Burgo y disponer sobre su trazado la calle Nueva, la trama urbana quedó de algún modo ampliada con esta nueva calle. Ya unos años antes, entre 1534 y 1559, la construcción del Palacio del Real Consejo de Navarra, allanando parte del foso, en lo que más adelante sería la calle Nueva, además con motivo de esa construcción se derribaron algunas casas de la calle Zapatería -llamada en ese tiempo Rúa de las Tiendas- abriéndose así la plazuela que recibió el nombre del Consejo. Más adelante, al realizarse entre 1882 y 1887 importantes obras de restauración exterior de la iglesia de San Nicolás, los terrenos que ocupaba el antiguo cementerio parroquial, dio lugar a la plaza de San Nicolás, y se dispusieron los porches abiertos que rodean el templo por el norte y el oeste.

## Patrimonio arquitectónico
Tanto el Catálogo del Plan Municipal de Pamplona (2002) como el Catálogo Monumental de Navarra, incluyen una interesante identificación y descripción del patrimonio arquitectónico del Burgo, en el que destaca:
- Iglesia de San Nicolás. Construida al tiempo que se poblaba el nuevo asentamiento, hay constancia documental de su existencia en 1177. En 1222 la población sufrió un ataque de los vecinos del Burgo de San Cernin, que llegaron a quemar la iglesia, lo que exigió una nueva construcción del templo y su consagración el 1231. Construida junto al cerco sur de la Población, tuvo desde su origen un carácter de bastión militar puesto de relieve en la guerra de la Navarrería (1276). Aún a mediados del siglo XIV aun se refuerza este carácter militar, entre otras obras con una torre -la que se mantiene junto a la plaza de San Nicolás- a la que los del Burgo de San Cernin quisieron oponerse por considerar que perjudicaban la seguridad del burgo y iba contra sus privilegios. Tras la toma de la ciudad por el duque de Alba, este hizo derribar algunas de las fortificaciones de la iglesia. Entre 1882 y 1887 fue restaurada exteriormente, añadiendo al oeste y norte del templo un pórtico abierto.[16] La planta de la iglesia es de cruz latina con tres naves, la nave central y el crucero se cubren con bóvedas de crucería y las laterales con bóveda de cañón.
- Palacio de los Navarra-Tafalla,[17] mandado construir en 1759 por Juan Francisco Navarro, que tras la vuelta de las Indias, había obtenido la ejecutoria de hidalguía en 1756. Ocupa un amplio solar pasante entre la calle Zapatería y la calle Nueva, con la fachada principal en Zapatería donde abre una gran portada en la planta baja -con entreplanta- y dos plantas recorridas ambas por un balcón corrido que ocupa todo el frente. Hacia la calle Nueva se sitúa un patio cerrado en planta baja, y enmarcado en los laterales por un cuerpo de edificación a cada lado en que se prolongan las plantas altas que muestra hacia la fachada principal.
- Palacio del Marqués de la Real Defensa,[18] también conocido como de los marqueses de Guenduláin, fue levantado en la década de los cincuenta del siglo XVIII dando frente a la Plazuela de Concejo, dispone de una amplia fachada con once huecos en las plantas altas; y la portada en el eje central, enmarcada por dos pilastras con capiteles y sobre la puerta un doble escudo que conserva su policromado. Sobre la portada un amplio balcón con tres huecos, mientras que el resto de los huecos de esa planta y de la superior disponen cada uno de ellos de un balcón.

Apoyados en el foso que separó la Población del Burgo de San Cernin se sitúan dos edificios de interés, compartidos de algún modo con el Burgo
- Escuelas Municipales de San Francisco, en la plaza homónima. Construidas entre 1902 y 1905, según proyecto de 1895 del arquitecto municipal Julián de Artega, se edificaron en el lugar que había ocupado el antiguo convento de los Franciscanos.
- Edificio de "La Agrícola", en la plaza de San Francisco, construido a comienzos del siglo XX, como sede de una empresa de seguros, sobre los solares resultantes del derribo de varias construcciones, según proyecto de Francisco Urcola, ocupa todo un lado de plaza, enfrente de la Escuelas Municipales y se extiende en las calles laterales. Ecléctico en su estilo, con una composición neoclásica, con adornos barrocos y modernistas.

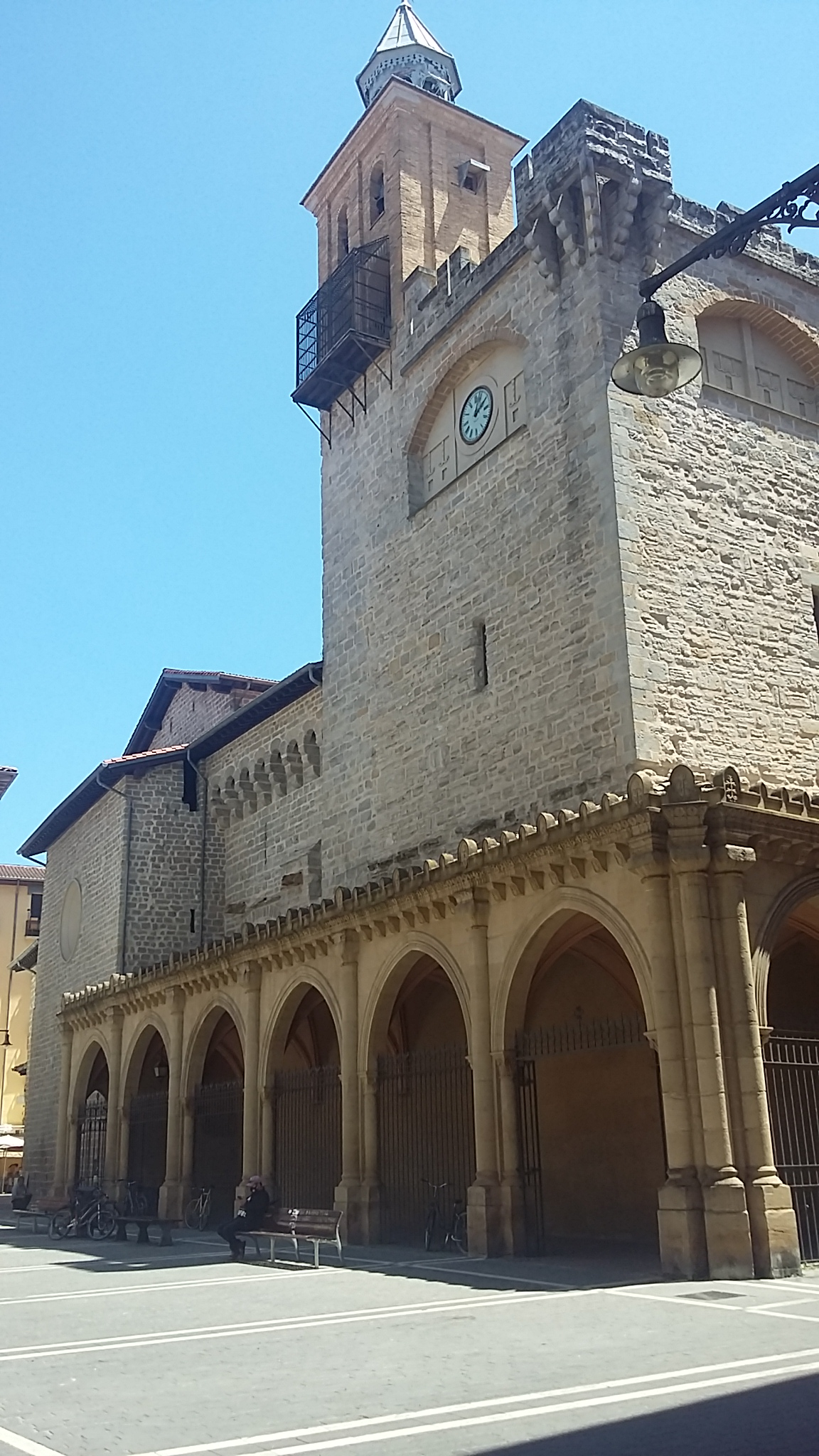
Iglesia de San Nicolás, desde la plaza homónima
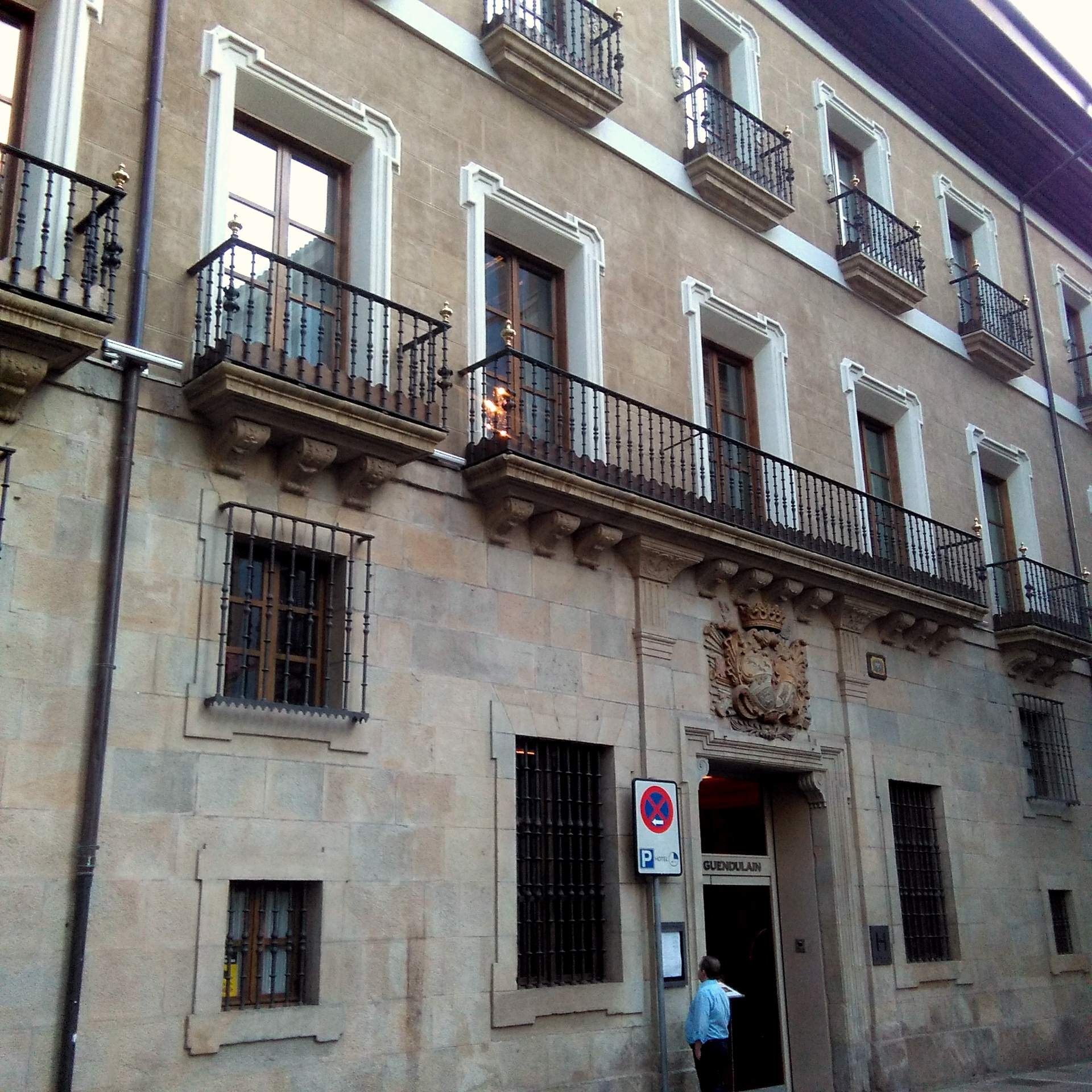
Palacio de Guendulain
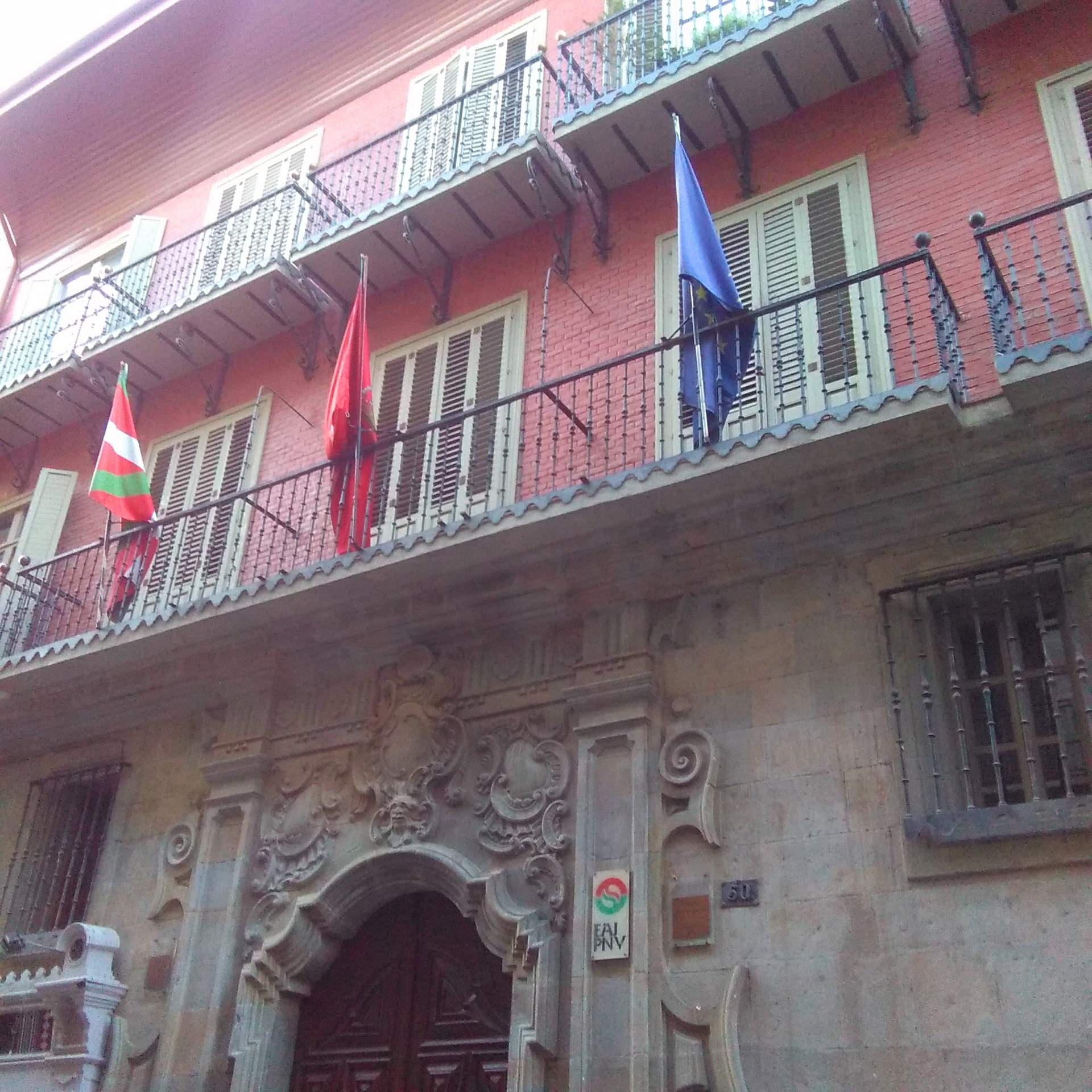
Palacio Navarro-Tafalla
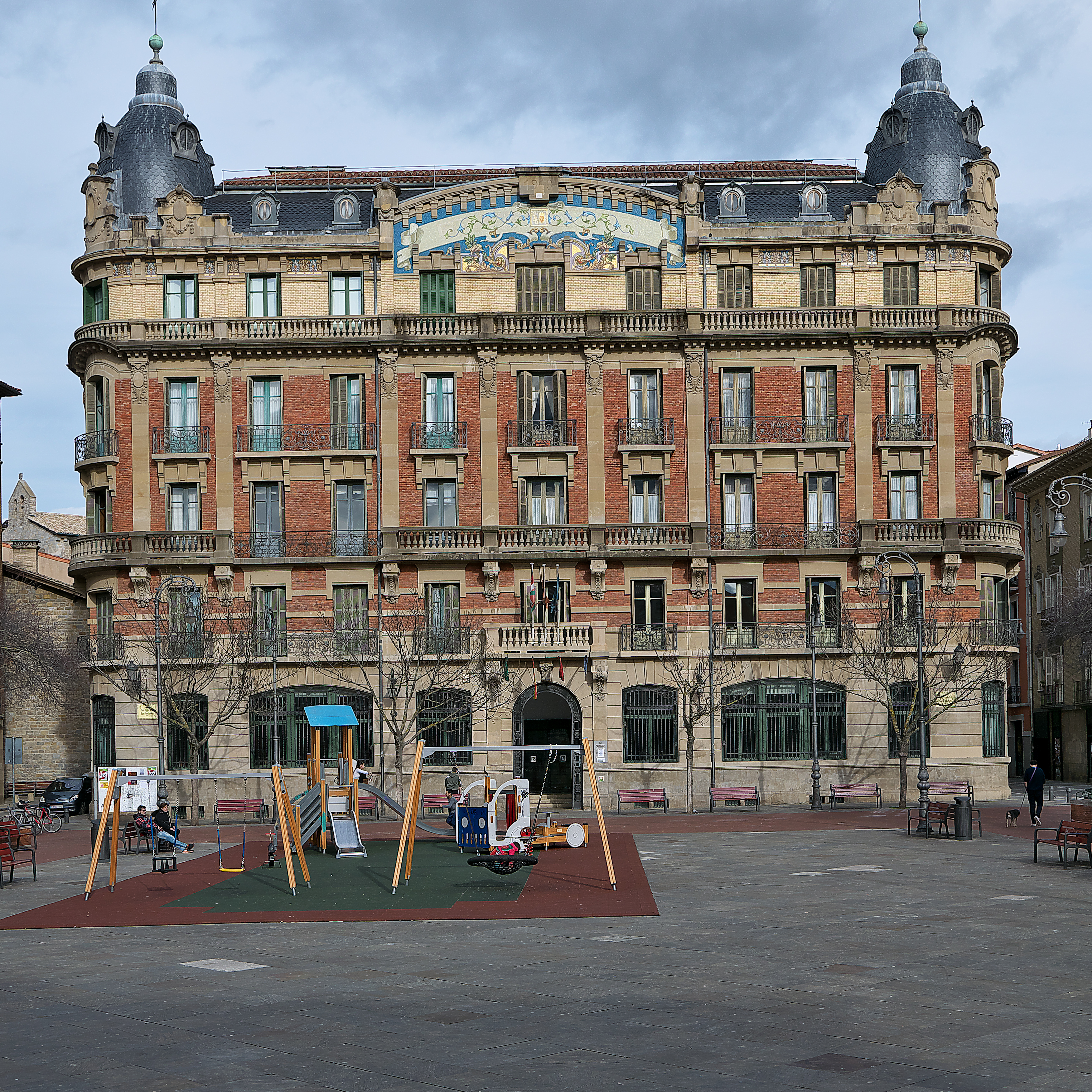
Edificio la Agrícola
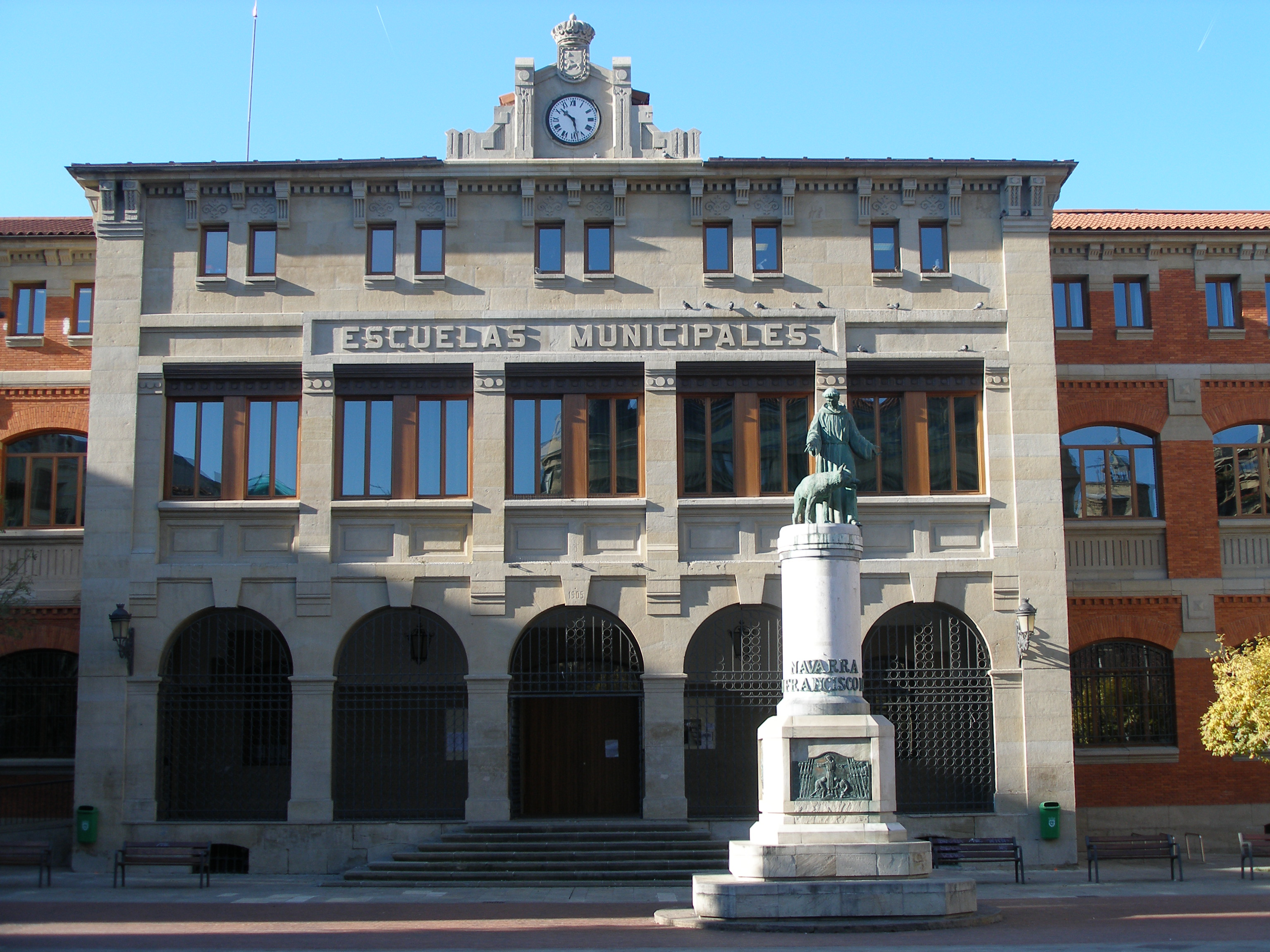
Escuela San Francisco

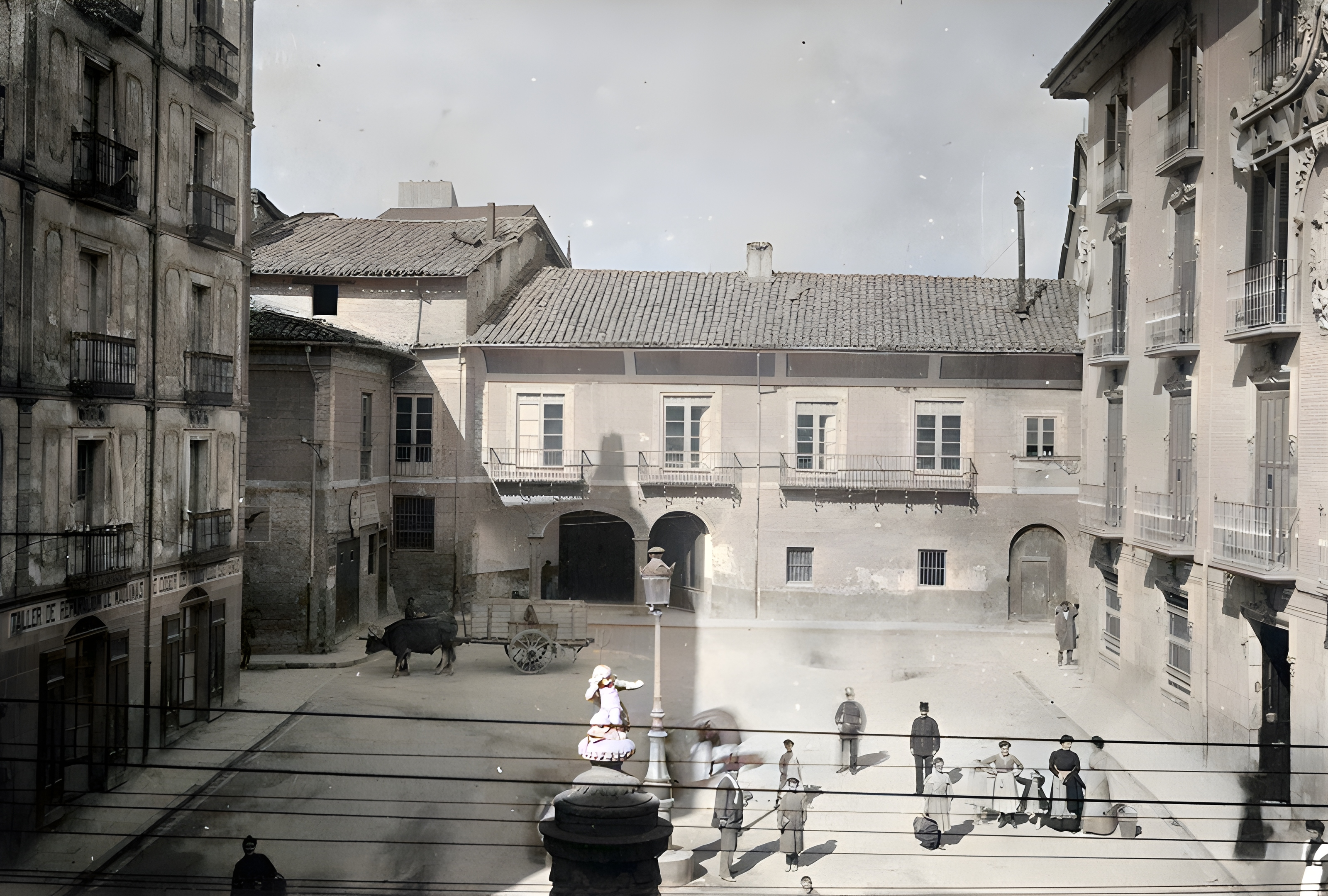
Antiguo edificio del Consejo Real de Navarra, luego de la Audiencia territorial y cárcel en la plaza del Consejo (Aquilino García Deán, La Avalancha, 8 de enero de 1910). Original conservado en el Archivo Municipal de Pamplona (sig. AMP001777)

Nada queda de las murallas que rodearon a la población y que, a pesar de las suspicacias de los del Burgo de San Cernin, Teobaldo I, en 1253, el mismo año de su muerte, permitió construir también en el frente del Burgo. Juan José Martinena Ruiz, en su estudio de "La Pamplona de los Burgos", incluye un recorrido por las torres y portales que se situaban en su perímetro:
- Torre y Portal de María Delgada. La puerta, situada al final de la calle Mayor en la salida al exterior, se conoció también como Portal del Mercado, pues por ella se accedía al mercado que se situaba en la Taconera; también Portal de Zapatería -que fue el nombre que se dio en tiempos a la calle Mayor-; y por último Portal de la Traición, pues por ella, en 1471, los agramonteses franquearon la entrada a la ciudad al Mariscal. Junto al portal se situaba la torre de María Delgada que era -junto con la iglesia de San Nicolás- pieza fundamental de la fortificación de la Población; en 1460 ampliando esta torre se comenzó a construir un castillo, que ante la oposición de los vecinos, no llegó a concluirse.
- Torre Redonda se encontraba en la esquina suroeste de la población, y ella dio nombre a la actual calle San Gregorio que se llamó Torredonda.
- Portal de San Nicolás. Junto a la iglesia de San Nicolás, que formó desde el inicio parte de la fortificación del asentamiento, se encontraba este portal en el que se iniciaba la Belena que dividía en dos partes la Población.
- Portal de la Tripería, se situaba en el lugar que actualmente la calle Comedias sale al Paseo de Sarasate.
- Portal de Salinería, en el extremo este de la calle Mayor, debía su nombre al pozo de sal situado cerca de ella.
- Portal de la Belena, se situaba en el extremo norte de la Belena junto al foso que separaba la Población del Burgo de San Cernin.

En la Población de San Nicolás, considerando también la Plaza de San Francisco que se abre en la calle Nueva, hay varios elementos urbanos de interés: 
- Monumento a San Francisco, en la plaza de San Francisco, donde estuvo el Convento de los Franciscanos, en cuyo pedestal -como un hito de lugar donde se une la Población de San Nicolás al Burgo de San Cernin- se sitúa un relieve en bronce con los escudos de los dos burgos.
- Fuente de Nepturno, en la Plaza del Consejo.
- Pasaje la Jacoba, comunicando la calle Zapatería con la Plaza del Castillo.

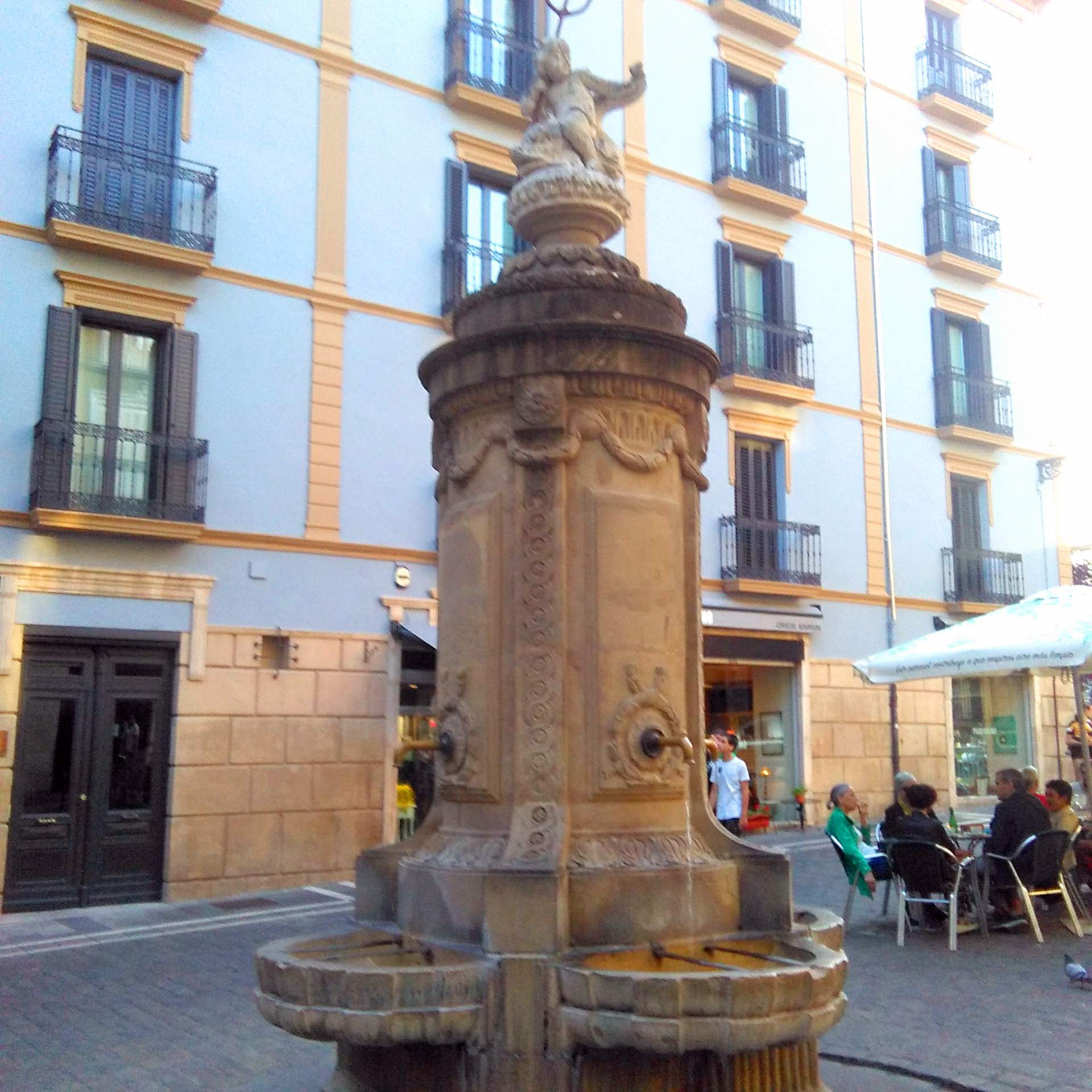
Fuente de Nepturno en la Plazuela del Consejo
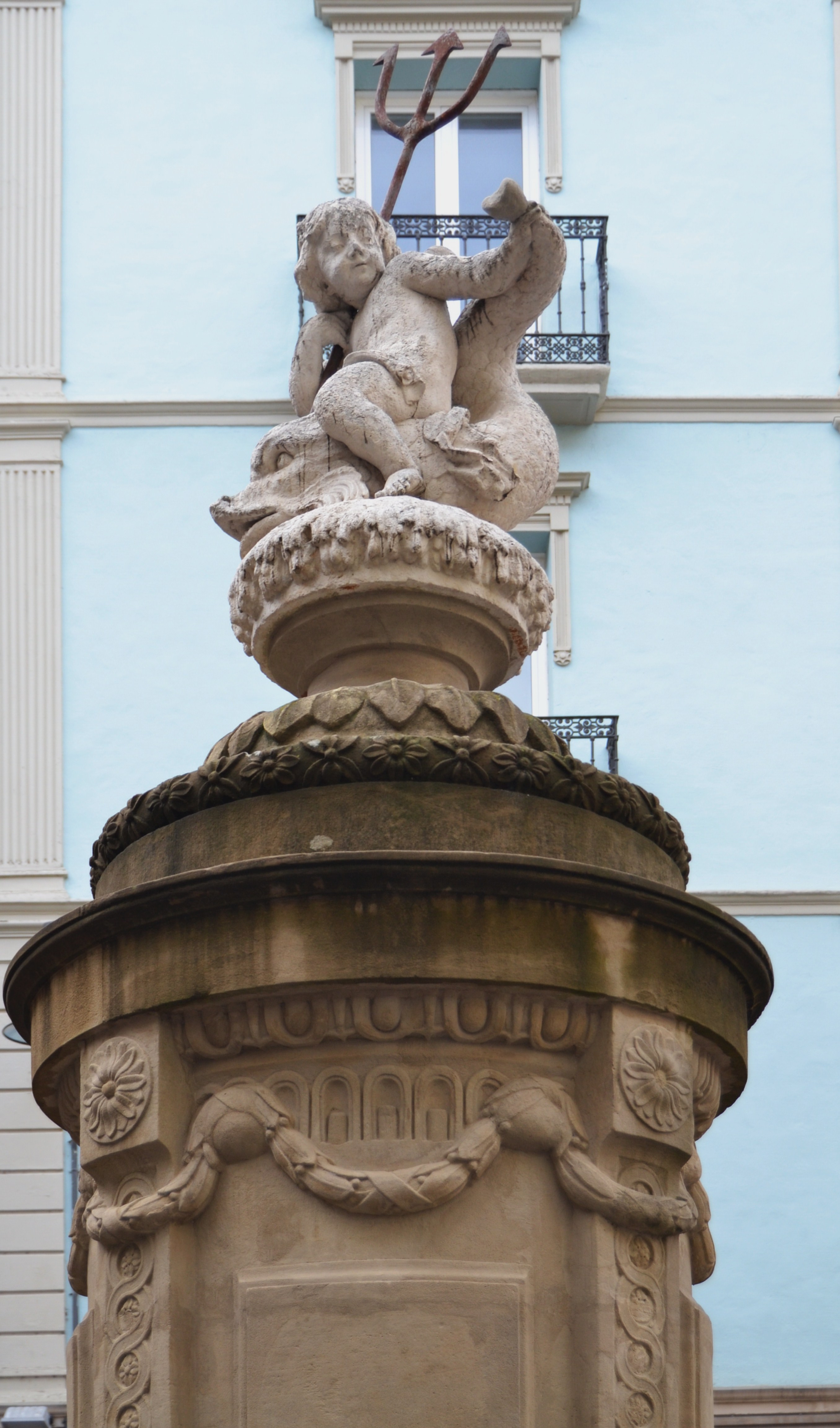
Remate de la fuente de Nepturno
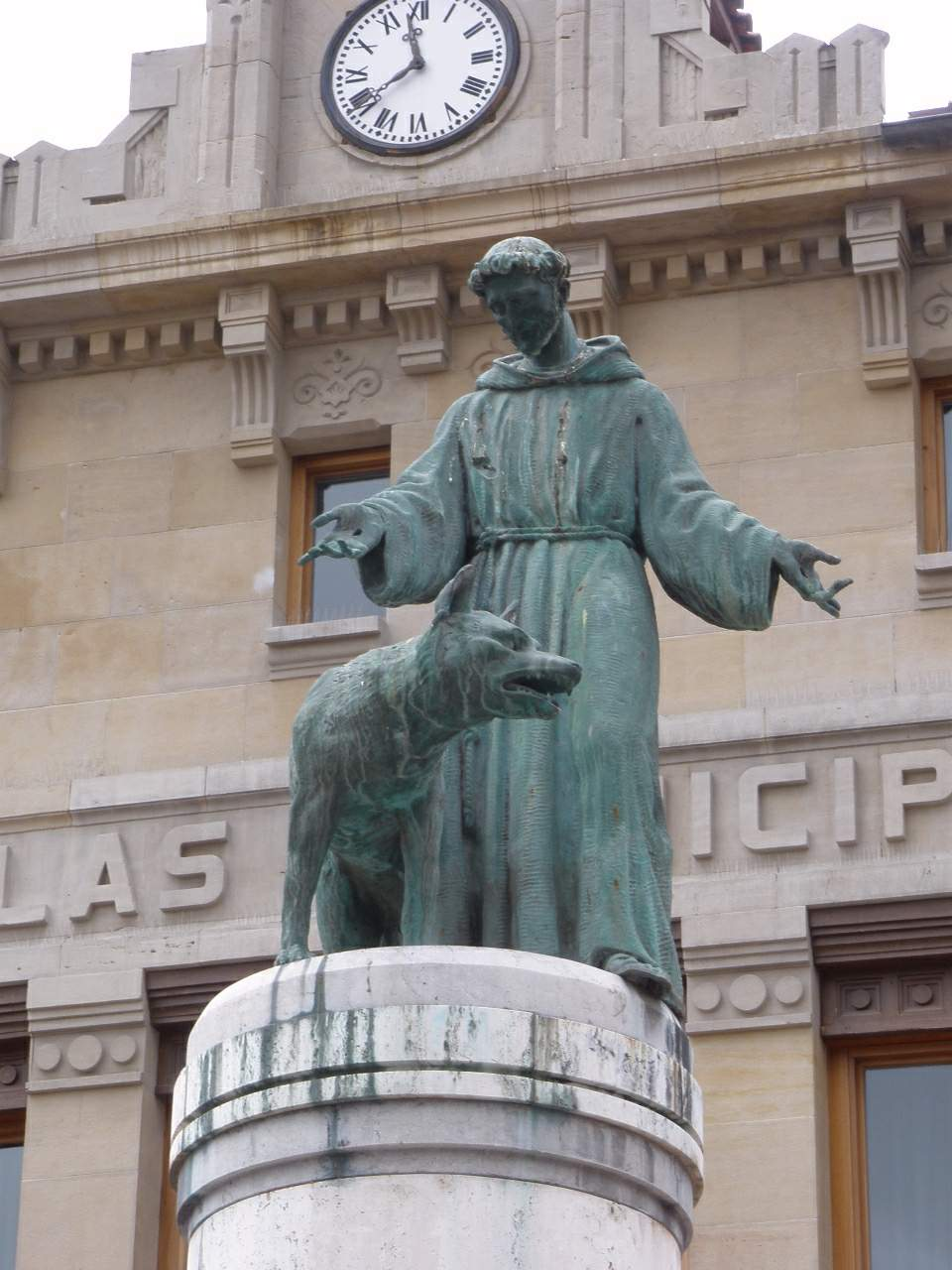
Monumento a San Francisco, al fondo las Escuelas Municipales
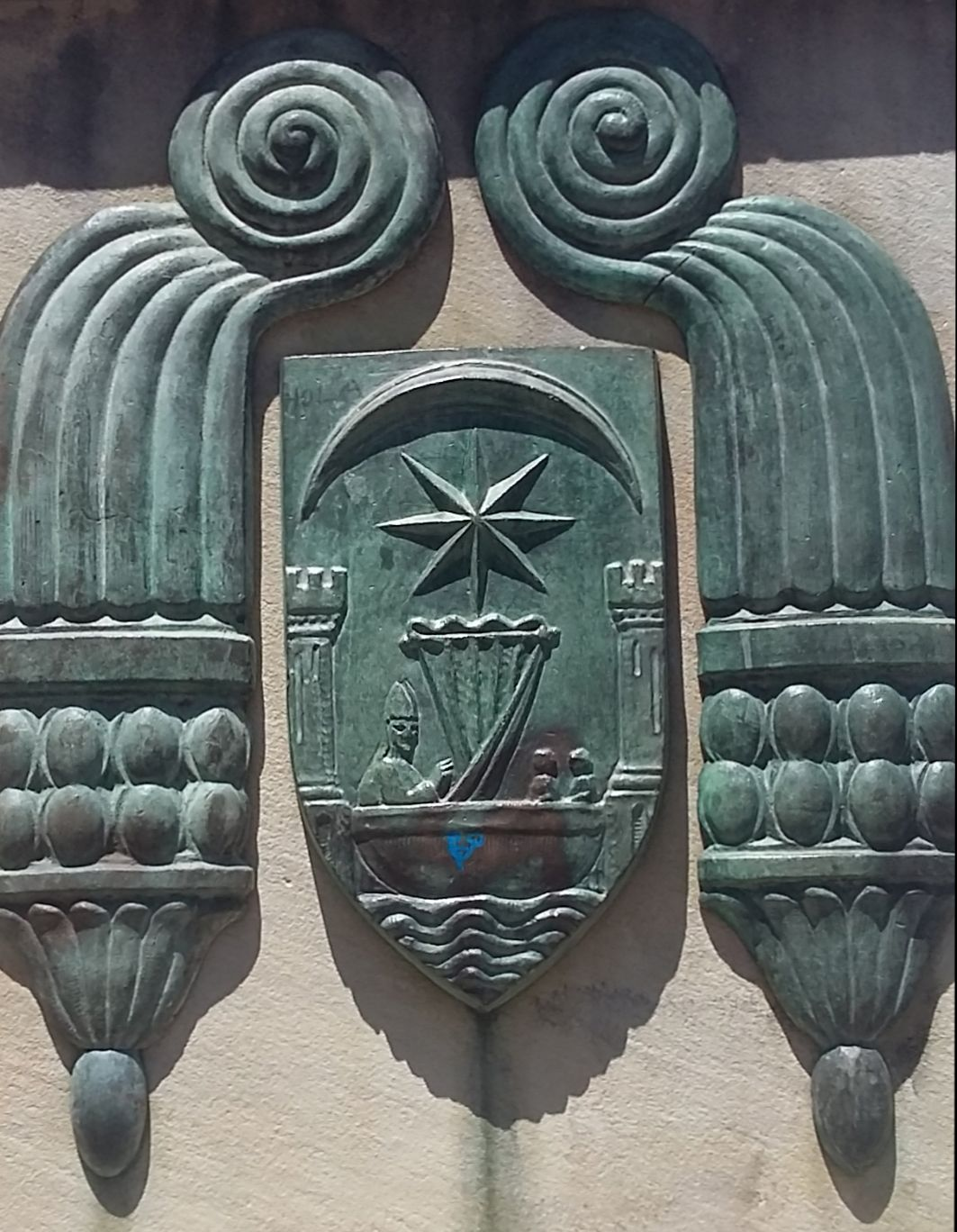
Relieve con los símbolos de los dos burgos
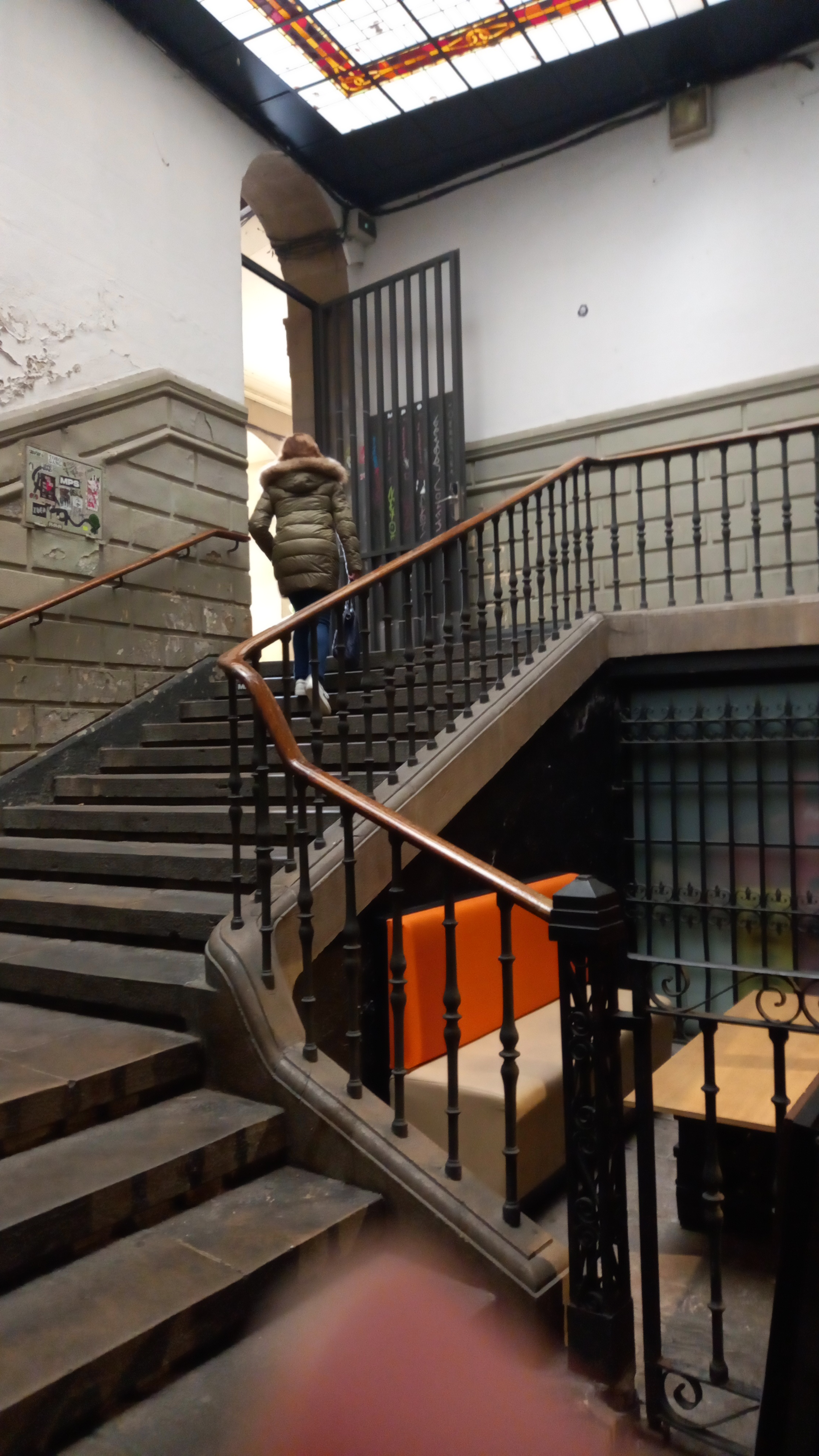
Interior del Pasaje la Jacoba
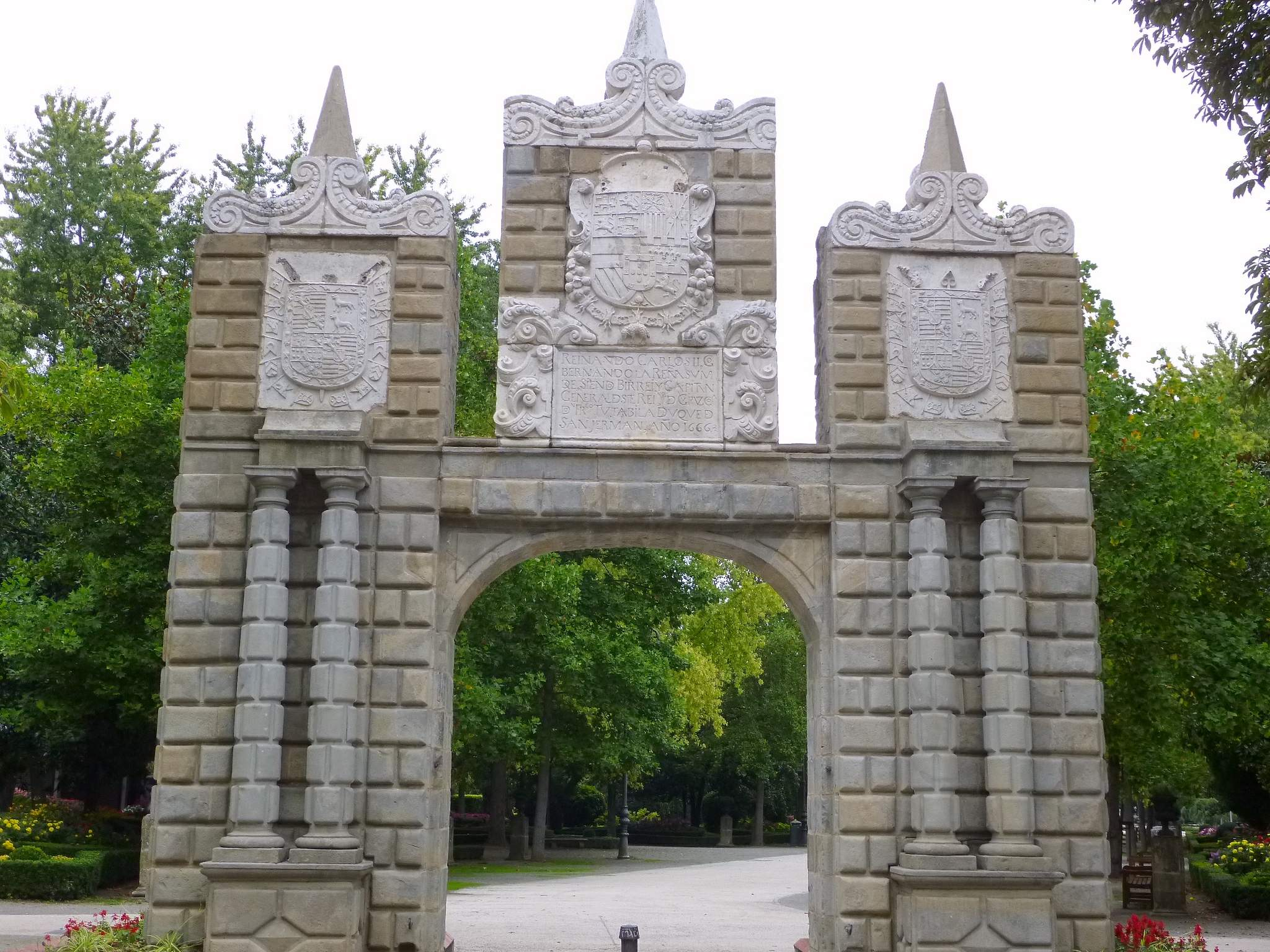
El antiguo Portal de San Nicolás, trasladado a los jardines de la Taconera